# عبد فلك
عبد فلك مغني عراقي، عُرفَ منذ بداية التسعينات، أكثر أغانيه ريفية وحزينة، وُصفَ أنه مطرب المثقفين، لأنه كثيراً ما يغني أمسيات يجتمع فيها أصدقاؤه المثقفون، ولا يغني في الملاهي الليلية، سئل عن أغاني الإيقاع الصاخب فقال «هي شهرة زائلة بزوال هذه الظاهرة، اما شهرتي المدروسة فباقية، لاني لم أغرف الا من نبع الأصالة والطرب الحقيقي»، تأثر عبد فلك بأغاني السبعينات، وحرص على إحيائها، سئل عن أغانيه، ماذا يُسمّيها؟ فقال «اسميها اغاني واقعية راقية»، ويرى أن أفضل أغنياته هي «آنه بدونك»، ويعتقد أن المغنين الذي أتقنوا المواويل العراقية كُثُر، غيرَ أنه يفضل رياض أحمد وكاظم الساهر، ثم حاتم العراقي وحبيب علي، اسم عبد فلك نادر فكان سبباً في تأخر في شهرته، كما عُرفَ عبد فلك بنظارته الطبية التي تُشعر المشاهد كأنه مدير عام أو مدرس، سئل عن نظارته لماذا لا تنزعها؟ فقال «لضعف بصري الشديد، ولأني لن أكون «عبد فلك» الذي اعتاد الناس على رؤيته بنظارتيه!»، في سنة 2010، تلقى عملية جراحية في فقرات العنق، وبعد غياب، عاد للغناء عبد فلك سنة 2013، بعد أن أنتجت له وزارة الثقافة ألبوماً غنائياً، من أبناء عبد فلك، حسين فلك، وله اهتمام بالغناء واشترك مع أبيه في أغنية «ما لاقي حب» سنة 2019، كما اشترك حسين فلك في أول دورات عراق آيدول.